# Neososibia jinxiuensis
Neososibia jinxiuensis är en insektsart som beskrevs av Chen, S.C. och Yun He He 2008. Neososibia jinxiuensis ingår i släktet Neososibia och familjen Diapheromeridae. Inga underarter finns listade i Catalogue of Life.